# Fridtjuv Berg
Pour les articles homonymes, voir Berg.
Johan Fridtjuv Berg est un professeur et homme politique suédois né le 20 mars 1851 à Ödeshög et mort le 29 février 1916 à Stockholm. Élu député en 1891, il occupe le poste de ministre des Affaires ecclésiastiques à deux reprises, de 1905 à 1906 et de 1911 à 1914, au sein des deux gouvernements du libéral Karl Staaff.